# 上位 (電影)
《上位》（英語：Struggle）导演和编剧都是管晓杰，主演赵奕欢、文卓、胡悦、文梦洋、游艺湉、若绮。2013年2月28日网络上映。

## 剧情
该片讲述中国大陆北漂一族中的青年女子为了演艺事业在肮脏的中国大陆娱乐圈摸爬滚打，她们被潜规则、自曝、炒作等，她们忍辱负重地挣扎和沉浮，只为了某一天可以出镜，一夜成名，成就影星梦。

## 演出
| 演员   | 角色     | 备注 |
| 赵奕欢 | 李若溪   |      |
| 文梦洋 | 乔姿     |      |
| 胡悦   | 萌萌     |      |
| 游艺湉 | 思琪     |      |
| 若绮   | CICI姐   |      |
| 文卓   | 文锋     |      |
| 秦汉擂 | 秦受     |      |
| 李红陶 | 刘副导演 |      |
| 尹哲   | 咪咪姐   |      |

## 曲目
- 主题曲《过去的你》，演唱者：张铠麟。
- 插曲《幻灵仙境》，演唱者：赵奕欢。
- 片尾曲《有一天》，演唱者：游艺湉。

## 花絮
该片上映之后一个月内的票房是2亿元人民币。
为了让演出更加真实，赵奕欢让剧组掴了一个耳光，符合剧本里的要求。
该片辛辣揭露和讽刺了中国大陆娱乐圈的“潜规则”，女艺人为了出境，必须出卖肉体给导演及剧组等。